# Samuel Sánchez
Samuel Sánchez González (Oviedo, Asztúria; 1978. február 5. –) spanyol profi országútikerékpár-versenyző, 2008 olimpiai bajnoka a mezőnyversenyben. Eddigi pályafutását az Euskaltel–Euskadi csapatban töltötte, egyike a kevés nem baszk származású versenyzőnek a csapattagok között.
Sánchez a hegyi szakaszokon és a sok emelkedővel tarkított egynapos versenyeken szerepel legjobban, valamint ő a mezőny egyik legmerészebb és leggyorsabb tagja lejtmenetekben. Eddigi legjobb teljesítményét a 2007-es Vuelta a Españán nyújtotta: 3 szakaszt nyert meg, köztük az utolsó egyéni időfutamot. Az összetettben a harmadik helyen végzett Gyenyisz Menysov és Carlos Sastre mögött, ezzel a baszk csapat első összetettbeli dobogós helyezését érte el a háromhetes körversenyen.
Összesen öt Vuelta a España-szakaszgyőzelme van. 2006-ban második lett az UCI ProTour összetett pontversenyében honfitársa, Alejandro Valverde mögött. 2011-ben szakaszt nyert a Tour de France-on, és övé lett a pöttyös trikó.
2017-ben visszavonult a versenyzéstől.

## Pályafutása

### 2000–2005
Sánchez első profi szerződését 2000-ben kapta meg a spanyol Euskaltel csapatától. 2003-ban 6. lett a Liège–Bastogne–Liège versenyen és 3. helyezést szerezte meg a Baszk körversenyen. 2004-ben és 2005-ben is ő nyerte a Escalada a Montjuïc nevű versenyt, első nagy sikere háromhetes körversenyen a 2005-ös Vueltán volt, ahol megnyerte a 13. szakaszt.

### 2006–2007
2006-ban első versenyén, a Párizs-Nizzán megnyerte a pontversenyt. Még tavasszal két szakaszt nyert a Baszk körversenyen, egyet pedig az Asztúriai körversenyen, 6. lett a La Flèche Wallonne nevű klasszikuson. A Spanyol körversenyen is szakaszt nyert. Ebben az évben még elindult a Világbajnokságon és a Lombardiai körversenyen, előbbi versenyen 4., utóbbin 2. lett.
2007-ben került be a legjobbak közé, amikor a Vueltán összetettben 3. lett és 3 szakaszt is nyert. Ezen kívül szakaszt nyert a Katalán körversenyen és a Baszk körversenyen is.

### 2008
Egyik legnagyobb sikere pályafutásában a Pekingi Olimpián volt, ahol szenzációs hajrával megnyerte a mezőnyversenyt. Ebben az évben indult el a Tour de France-on először és összetettben a 7. helyet kaparintotta meg.

### 2009
A Baszk körversenyen megnyerte a pontversenyt és összetettben 3. lett, a La Flèche Wallonne-on 4. lett. A Vueltán 2. helyen végzett az összetett versenyben. Az év egyik záróversenyén, a Lombardiai körversenyen 2. helyen ért célba.

### 2010
2010-ben első versenye a Párizs–Nizza volt, ahol 5. lett összetettben. A Baszk körversenyen megnyerte a pontversenyt és a 4. szakaszt.
Ebben az évben is csak egyetlen háromhetesen indult, a Tour de France-on. Voltak jól sikerült szakaszai, másodikként ért fel a Morzine-Avoriazra Andy Schleck mögött, az Ax 3 Domainesen pedig 3. lett. Összetettben a második helyért küzdött Denis Mencsovval, végül elvesztette a csatát az orosszal szemben, így 3. helyen végzett.
Ezután tarolt a Burgosi körversenyen, megnyerte az összetettet, a pontversenyt, valamint két szakaszt. A Lombardiai körversenyen 6. a San Sebastián-i klasszikuson 9. lett.

### 2011
Idén is a Párizs–Nizza volt az első versenye, 5. lett összetettben. Áprilisban szakaszt nyert a Baszk körversenyen, megnyerte a Miguel Indurain GP-t, majd 3. lett a La Flèche Wallonne-on.
A Tour de France-on támadó szellemű versenyzést láthattunk tőle, de a sárga trikóért folytatott versenybe nem tudott érdemben beleszólni, de megnyerte a Luz-Ardiden-i hegyi befutót, második lett a Plateu de Beille-en és az Alpe d’Huez-en. Tökéletes versenyzésének a pöttyös trikó lett a jutalma, és az összetett verseny hatodik helyezése.
A Tour után szakaszt nyert a Burgosi körversenyen.

## Sikerei
| 2003 - Vuelta a País Vasco - 3., Összetett versenyben - Liège–Bastogne–Liège - 6. hely 2004 - Escalada a Montjuïc - 1. hely - Liège–Bastogne–Liège - 4. hely - Vuelta a España - 15., Összetett versenyben 2005 - Escalada a Montjuïc - 1. hely - Giro d’Italia - 17., Összetett versenyben - Vuelta a España - 10., Összetett versenyben - 1., 13. szakasz - 2., 15. szakasz 2006 - Párizs–Nizza - 4., Összetett versenyben - Pontverseny győztese - Vuelta a País Vasco - 1., 2. szakasz - 1., 3. szakasz - La Fléche Wallone - 2. hely - Vuelta Asturias - 1., 3. szakasz - Vuelta a España - 6., Összetett versenyben - 1., 13. szakasz - 2., 20. szakasz (Egyéni időfutam) - 3., 17. szakasz - Giro di Lombardia - 2. hely - Országúti világbajnokság, mezőnyverseny - 4. hely - 2., 2006-os UCI Pro Tour 2007 - Vuelta a País Vasco - 3., Összetett versenyben - 1., 6. szakasz - Volta a Catalunya - 1., 7. szakasz - Vuelta a España - 3., Összetett versenyben - 1., 15. szakasz - 1., 19. szakasz - 1., 20. szakasz (Egyéni időfutam) - 3., 10. szakasz 2008 - Tour de France - 7., Összetett versenyben - 2., 17. szakasz - Pekingi nyári olimpia, mezőnyverseny - Olimpiai bajnok | 2009 - Vuelta a País Vasco - 3., Összetett versenyben - Pontverseny győztese - La Flèche Wallonne - 4. hely - GP Llodio - 1. hely - Vuelta a España - 2., Összetett versenyben - 2., 20. szakasz (Egyéni időfutam) - 3., 14. szakasz - Giro di Lombardia - 2. hely - Országúti világbajnokság, mezőnyverseny - 4. hely 2010 - Párizs-Nizza - 4., Összetett versenyben - 3., 4. szakasz - Vuelta a País Vasco - Pontverseny győztese - 1., 4. szakasz - 2., 5. szakasz - Klasika Primavera - 1. hely - Tour de France - 4., Összetett versenyben - 2., 8. szakasz - 3., 14. szakasz - Vuelta a Burgos - Összetett verseny győztese - Pontverseny győztese - 1., 2. szakasz - 1., 5. szakasz - Giro di Lombardia - 6. hely 2011 - Párizs–Nizza - 5., Összetett versenyben - 2., 5. szakasz - 2., 7. szakasz - Vuelta a País Vasco - 6., Összetett versenyben - 1., 4. szakasz - La Flèche Wallonne - 3. hely - GP Miguel Indurain - 1. hely - Tour de France - 6., Összetett versenyben - Hegyi pontverseny győztese - 1., 12. szakasz - 2., 14. szakasz - 2., 19. szakasz - Vuelta a Burgos - 4., Összetett versenyben - 1., 1. szakasz |